# Шикачик мадагаскарський
Шика́чик мадагаскарський (Ceblepyris cinereus) — вид горобцеподібних птахів родини личинкоїдових (Campephagidae). Ендемік Мадагаскару.

## Опис
Довжина птаха становить 22-24 см, вага 41,5-45 г. У самців голова і шия чорна, верхня частина тіла і крила попелясто-сірі. Нижня частина тіла і боки світлі, сіруваті, у представників підвиду C. c. pallidus жовтуваті. У самиць забарвлення дещо блідіше, голова темно-сіра.

## Підвиди
Виділяють два підвиди:
- C. c. cinereus (Müller, PLS, 1776) — північ і схід острова;
- C. c. pallidus (Delacour, 1931) — захід і південь острова.

Коморський шикачик раніше вважався конспецифічним з мадагаскарським шикачиком.

## Поширення і екологія
Мадагаскарські шикачики широко поширені на Мадагаскарі, за винятком внутрішніх районів острова. Вони живуть у вологих і сухих рівнинних і гірських тропічних лісах, в мангрових лісах і чагарникових заростях. Зустрічаються на висоті до 2300 м над рівнем моря. Живляться безхребетними, зокрема цикадами, кониками, жуками, а також гусінню та іншими личинками. Сезон розмноження триває з листопада по березень. Гніздо чашоподібне, неглибоке, будується парою птахів з моху і лишайників, розміщується на горизонтальній гілці на дереві. В кладці 1 яйця, яке насиджують і самиці, і самці. Пташенята покидають гніздо через 24 дні після вилуплення.